# Eunice (nereida)
Eunice (en grec antic Εὐνίκη) va ser segons la mitologia grega, una de les cinquanta Nereides, filla de Nereu, un déu marí fill de Pontos, i de Doris, una nimfa filla d'Oceà i de Tetis. La mencionen Hesíode i Apol·lodor, a les llistes que donen de les nereides. Apol·lodor diu d'ella que era la que propiciava les victòries marítimes.